# ارکیده خورشیدی خط‌دار کوهستانی
ارکیده خورشیدی خط‌دار کوهستانی (نام علمی: Thelymitra alpicola) نام یک گونه از سرده ارکیده‌های خورشیدی است.